# Akrapovič
Podjetje Akrapovič je proizvajalec vrhunskih izpušnih sistemov za motorje z notranjim izgorevanjem. Vgrajujejo jih v visokozmogljive motocikle in športne avtomobile. Podjetje je leta 1990 pod imenom Skorpion ustanovil slovenski dirkač Igor Akrapovič. Sedanji naziv podjetje nosi od leta 1997. Izpušne sisteme Akrapovič uporabljajo motorna kolesa v prvenstvih Moto GP, Superbike, Supersport, Supermoto, Motocross, Enduro in Rally Raid. Podjetje izvozi skoraj 99 % svojih proizvodov izven Slovenije.

## Zgodovina

### Moto segment
Igor Akrapovič je med svojo tekmovalno kariero zaradi pomanjkanja izpušnih sistemov visoke kakovosti na trgu izdelal lastnega. Takega, ki bi zadostoval njegovim potrebam. Jeklo je zamenjal z materiali, kot so ogljikova karbonska vlakna in titan. Zaradi visoke rasti prodaje je kmalu razširil proizvodne zmogljivosti. Leta 1993 so na testiranjih pri Kawasakiju ugotovili, da je Akrapovičev izpušni sistem veliko boljši od tovarniškega, zato se je začel uporabljati tudi v motošportih. Leta 1997 so pri Akrapoviču izdelali poseben stroj za oblikovanje titana. Pri Akrapoviču so veliko vlagali v razvoj in posodabljanje proizvodnje. Preselili so se v večje prostore. Spremenili so tudi ime in se iz Skorpion preimenovali v Akrapovič. Leta 2002 je začel Akrapovič izpušne sisteme dobavljati tudi ekipam, ki tekmujejo v Moto GP. Dobavljati so začeli ekipi iz Kawasakija in Aprilije.
Znamka Akrapovič je prejela več nagrad nagrad Najboljša znamka (Motor Sport Aktuell Magazine Best Brand 2009, Sport Auto Best Brand 2010, PS Magazine Best Brand 2010, Motorrad Magazine Best Brand 2010).

### Avtomobilski segment
Leta 2004 se je podjetje začelo ukvarjati z izdelavo izpušnih sistemov za avtomobile. S svojimi izkušnjami iz motociklističnega segmenta so se hitro znašli tudi v avtomobilističnem segmentu in kmalu dobili naziv za najboljšo znamko za izpušne sisteme v avtomobilski industriji. Sistemi so veliko lažji od tovarniških, boljši materiali, ter seveda več konjev in navora. Trudijo se da bi večino izpušnih sistemov izdelovali za prvo tovarniško vgradnjo, to že delajo za BMW in Audi. Podjetje sedaj izdeluje izpušne sisteme za večino športnih vozil kot so Audi, Ford, Mini, VW, Mercedes in BMW, ter tako dobro trži svoje izdelke. Na tem področju beleži veliko letno rast. V podjetju je sedaj zaposlenih okoli 600 ljudi. Zaradi pomanjkanja prostora je podjetje kupilo prostore v Črnomlju, tako da se bo širjenje podjetja nadaljevalo. Na novi lokacijo pa se planira zaposliti, do leta 2016 še približno 500 novih ljudi. Proizvodnja pa naj bi se selila do konca leta 2014. V Ivančni Gorici naj bi ostal vodilni kader, prototipna in razvojna delavnica, medtem ko pa se bo proizvodnja končnih proizvodov kompletno preselila. 

## Kritike
Akrapovič je bil kritiziran zaradi nadaljevanja poslovanja v Rusiji in Ukrajini po začetku vojne, čeprav ta trga nista največja za podjetje. Podjetje je poročalo, da je uspelo nadomestiti izgubljeni prihodek z večjim povpraševanjem v drugih regijah, hkrati pa se sooča z motnjami v dobavnih verigah in dolgoročnimi gospodarskimi učinki sankcij proti Rusiji.